# TGV Sud-Est
TGV Sud-Est або скорочено TGV PSE (фр. Paris — Sud-Est — Париж — Південний Схід) — серія французьких високошвидкісних електропоїздів 1-го покоління. Ці електропоїзди характеризує перш за все яскраво помаранчеве розфарбування (надалі більшість було перефарбовано в сріблястий або сірий кольори). Їх конструкційна швидкість становить 270 км/год. В період з 1978 по 1985 було випущено 111 електропоїздів 2 різновидів: двосистемні — для експлуатації на постійній напрузі 1,5 кВ і на змінній напрузі 25 кВ і частотою 50 Гц, а також трисистемні — додатково на змінній напрузі 15 кВ і частотою 16 2/3 Гц (для обслуговування швейцарських ділянок).

## Експлуатація
Електропоїзди TGV PSE перш за все почали працювати на високошвидкісній магістралі LGV Sud-Est, яка була відкрита для руху ще в 1980 році (повністю магістраль була завершена у 1981 році). В липні 2001 року була відкрита магістраль LGV Mediterranee, для експлуатації на якій також були задіяні електропоїзди TGV PSE, більшість з яких була модернізована, завдяки чому конструкційна швидкість була піднята до 300 км/год. Частина електропоїздів залишилась з конструкційною швидкістю 270 км/год, оскільки вони обслуговують маршрути в Швейцарію через Діжон, де скорочення часу поїздки за рахунок підвищення конструкційної швидкості компанія SNCF вважає нераціональним. Також в ході експлуатації більшість електропоїздів TGV PSE змінили розфарбування кузова на сріблястий та сірий, через що стали схожими на більш пізні електропоїзди TGV-A. Помаранчеве розфарбування в основному збереглося на електропоїздах, які призначені для перевезення пошти (див. TGV La Poste).

## Рекорд швидкості 1981 року

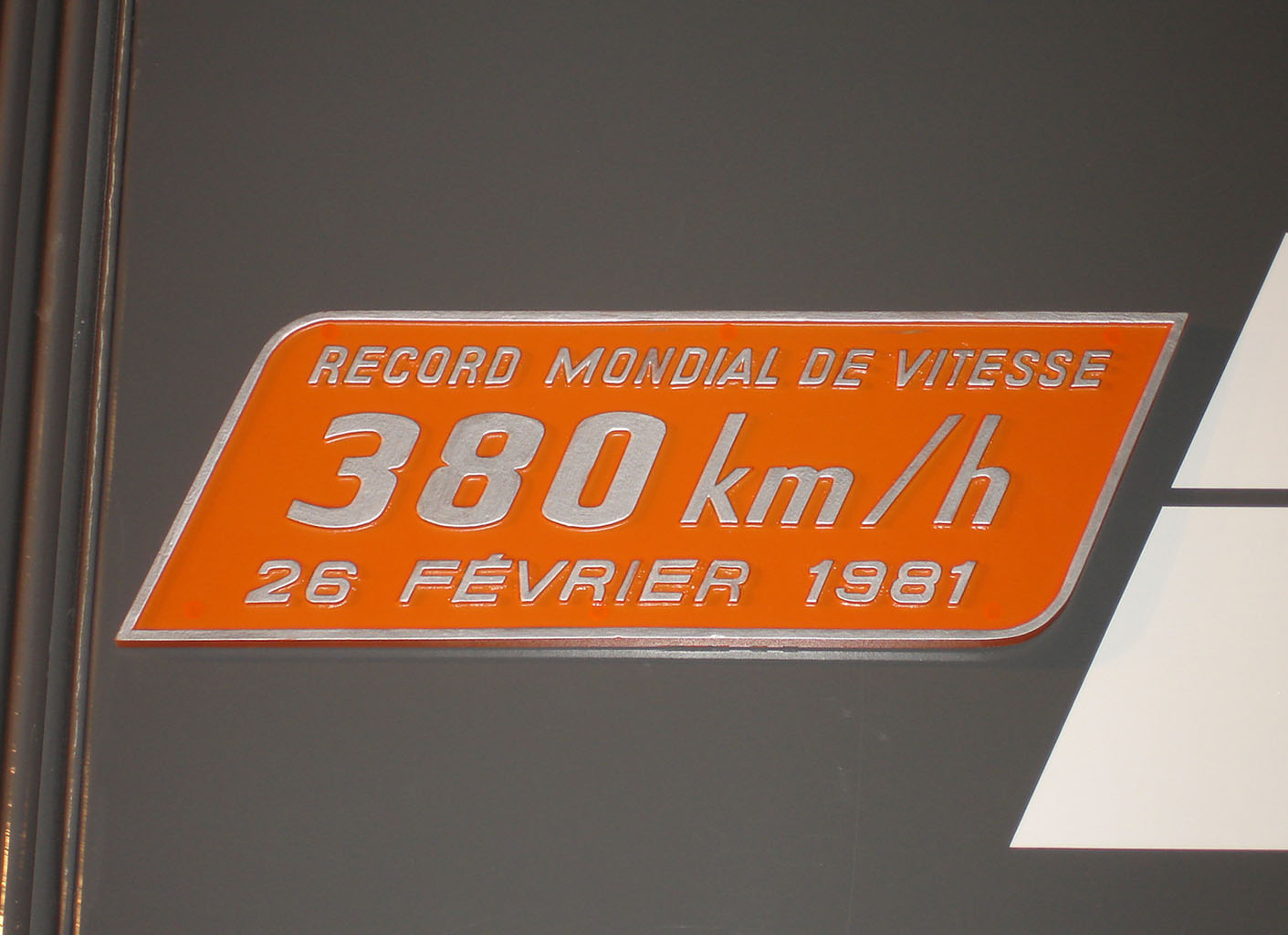
Пам'ятна табличка про рекорд на електропоїзді TGV PSE 16

В 1981 році на магістралі LGV Sud-Est проводились дослідні заїзди електропоїзда TGV PSE 16. Метою було встановлення рекорду швидкості 360 км/год (100 м/с). через що програма отримала умовне позначення TGV 100. TGV PSE 16 був дослідним серійним електропоїздом, під який були підкочені колісні пари більшого діаметра, кількість проміжних вагонів (8) при цьому залишилась без змін. Напругу в контактній мережі підняли з 25 до 29 кВ. 26 лютого під час одного з дослідних заїздів електропоїзд досяг швидкості 380,4 км/год, тим самим встановивши рекорд швидкості для колійних потягів. Цей рекорд протримався близько 7 років, доки в 1988 році його не перевершив німецький електропоїзд ICE-V, який перевищив рекорд французького електропоїзда на 28 км/год (408,4 км/год).

## TGV PSE в комп'ютерних іграх
В симуляторі залізниці Trainz, починаючи з першої гри серії, в списку доступного рухомого складу присутній електропоїзд TGV PSE, розфарбований в помаранчевий колір. Його максимальна швидкість у грі становить 324 км/год.
Також представлений в численних любительських доповненнях до різних ігор, наприклад Transport Giant.

## Галерея

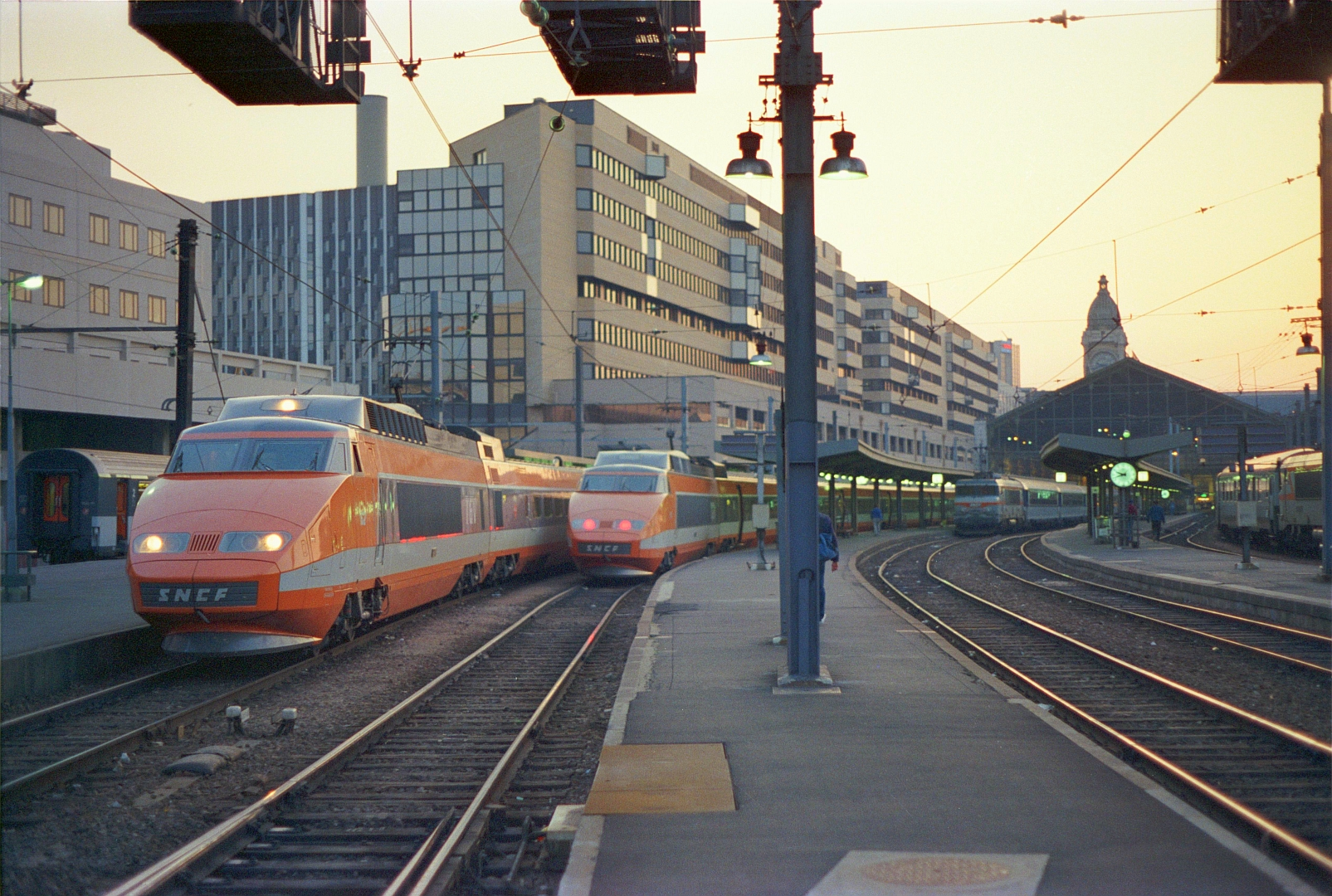
Електропоїзди TGV PSE на пероні Ліонського вокзалу (1987 рік)
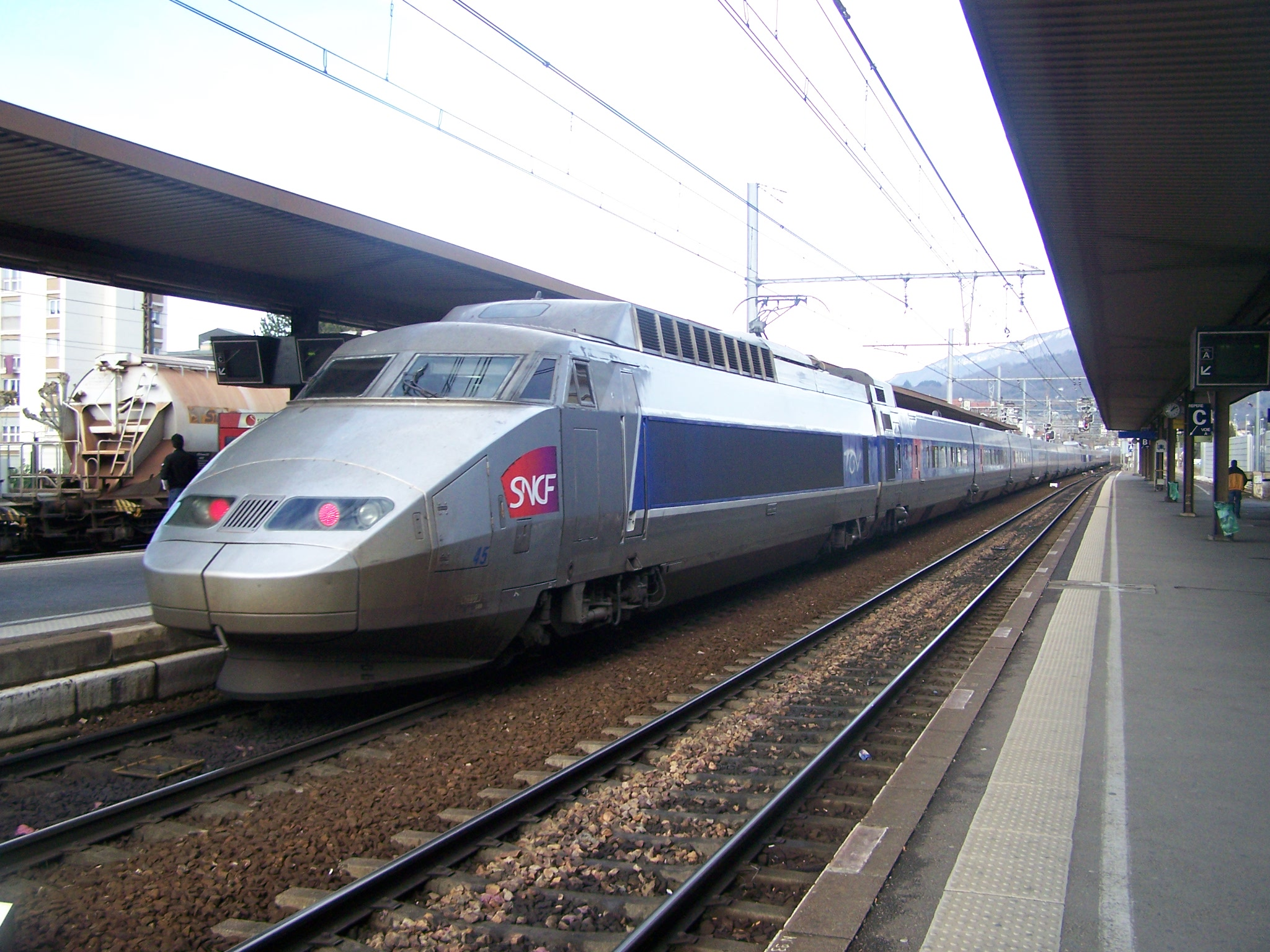
Електропоїзд TGV PSE розфарбований в сірий колір
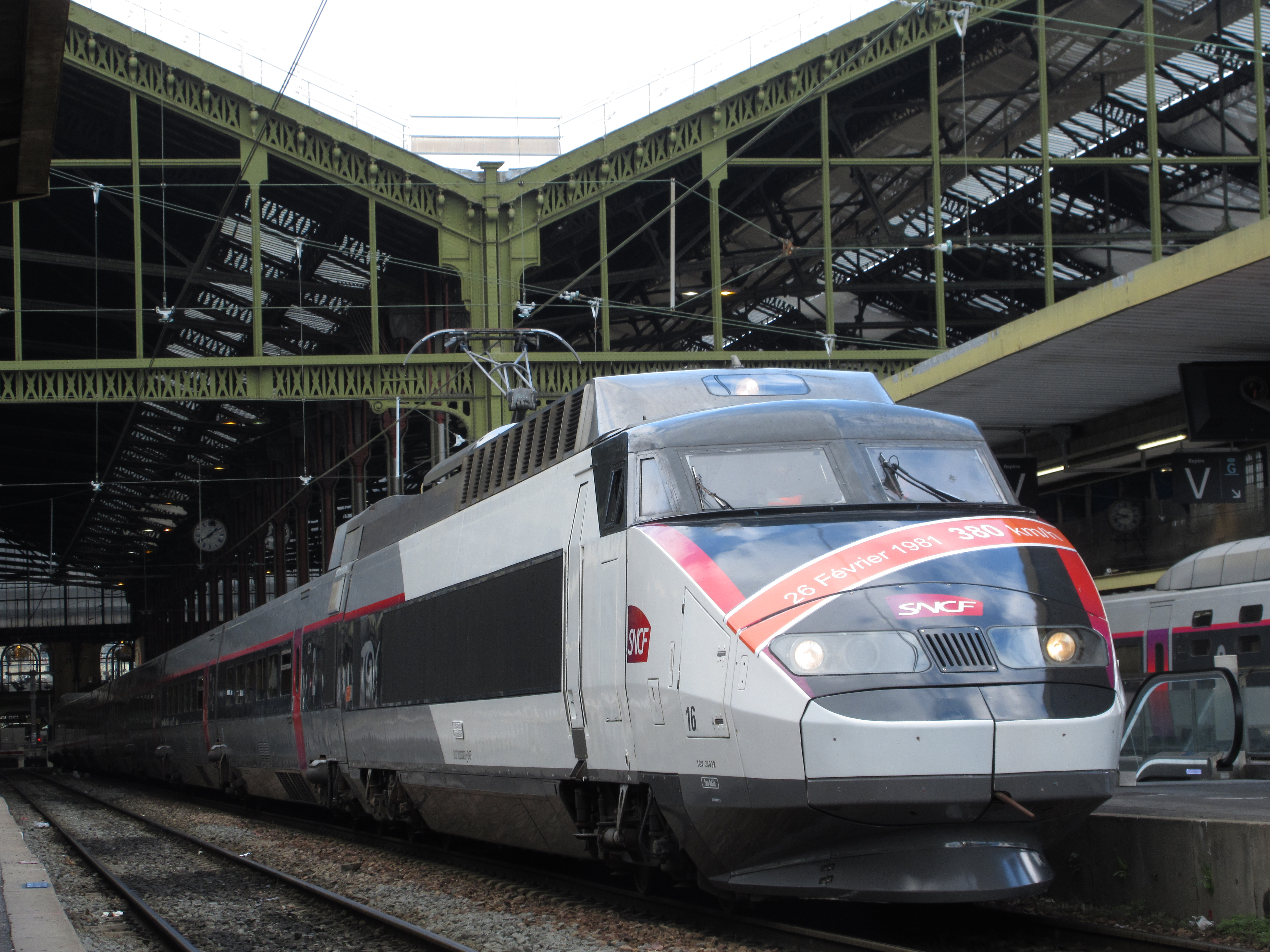
Електропоїзди TGV PSE на пероні Ліонського вокзалу (2021 рік)

## Виноски
1. 1 2  В експлуатації на даний момент 107 потягів (2 перероблені під тестові, 1 перероблений у TGV La Poste, 1 втрачений внаслідок аварії)
2. ↑  Рекорди швидкісних поїздів [Архівовано 30 грудня 2012 у Wayback Machine.](англ.)